# 1066
Il 1066 (MLXVI in numeri romani) è un anno  dell'XI secolo.
Nell'ambito dei giochi strategici, è noto per essere una delle date d'inizio disponibili nel gioco Crusader Kings II e il suo sequel Crusader Kings III, sviluppati da Paradox.

## Eventi

### Per luogo

#### Europa
- 5 gennaio - Alla morte di Edoardo il Confessore diviene re d'Inghilterra Aroldo II d'Inghilterra. Guglielmo di Normandia, decide di invadere l'Inghilterra con l'avallo del papa Alessandro II.
- 20 settembre - Battaglia di Fulford: Nello scontro, le truppe Norvegesi hanno la meglio su quelle Anglosassoni.
- 25 settembre - Con la Battaglia di Stamford Bridge ha fine l'era vichinga in Inghilterra, con la sconfitta di Harald III di Norvegia, ultimo pretendente scandinavo al trono d'Inghilterra.
- 14 ottobre - Battaglia di Hastings. I Normanni guidati da Guglielmo il Conquistatore sconfiggono l'esercito anglosassone guidato dal re d'Inghilterra Aroldo II, che muore in battaglia, e l'evento causa la conquista normanna dell'Inghilterra (1066-1072), che rappresenta un vero e proprio spartiacque all'interno del Medioevo inglese.
- 25 dicembre - Guglielmo il Conquistatore viene consacrato re nell'Abbazia di Westminster.

### Per argomento

#### Astronomia e arte
- 20 marzo — 18º passaggio noto della cometa di Halley al perielio, registrato in annali europei e cinesi. Il più celebre avvistamento fino ai tempi di Halley è rappresentato nell'Arazzo di Bayeux, eseguito per conto di Guglielmo il Conquistatore per festeggiare la battaglia di Hastings. (Evento astronomico 1P/1066 G1).

## Nati
- Costanzo di Niardo, religioso italiano
- Goffredo di Amiens, vescovo, abate e santo francese († 1115)
- Tutush I, sultano turco († 1095)
- Al-Afdal Shahanshah, generale turco († 1121)

## Morti
- 5 gennaio - Edoardo il Confessore, re
- 7 giugno - Godescalco dei Vendi, re obodrita
- 27 giugno - Arialdo, religioso e santo italiano
- 30 giugno - Teobaldo di Provins, religioso francese (n. 1033)
- 15 agosto - Abu Ya'la, teologo e giurista arabo (n. 990)
- 25 settembre - Tostig Godwinson, generale anglosassone
- 25 settembre - Harald III di Norvegia, re (n. 1015)
- 25 settembre - Eystein Orre, nobile norreno
- 14 ottobre - Aroldo II d'Inghilterra, sovrano anglosassone
- 14 ottobre - Gyrth Godwinson, nobile anglosassone
- 14 ottobre - Leofwine Godwinson, generale inglese
- 11 dicembre - Conan II di Bretagna, duca
- 30 dicembre - Joseph ibn Naghrela, funzionario spagnolo (n. 1035)
- Munia di Castiglia, contessa (n. 995)
- Ottone Győr, nobile ungherese
- Stenkil di Svezia, re svedese (n. 1030)
- Udayadityavarman II, sovrano cambogiano
- Al-Kirmani, matematico, filosofo e medico arabo (n. 970)
- Al-Bayhaqi, giurista persiano (n. 994)
- Ibn Sidah, linguista, lessicografo e filologo arabo

## Calendario
| Calendario 1066 | Calendario 1066 | Calendario 1066 | Calendario 1066 | Calendario 1066 | Calendario 1066 | Calendario 1066 | Calendario 1066 | Calendario 1066 | Calendario 1066 | Calendario 1066 | Calendario 1066 | Calendario 1066 | Calendario 1066 | Calendario 1066 | Calendario 1066 | Calendario 1066 | Calendario 1066 | Calendario 1066 | Calendario 1066 | Calendario 1066 | Calendario 1066 | Calendario 1066 | Calendario 1066 | Calendario 1066 | Calendario 1066 | Calendario 1066 | Calendario 1066 | Calendario 1066 | Calendario 1066 | Calendario 1066 | Calendario 1066 | Calendario 1066 |
| --------------- | --------------- | --------------- | --------------- | --------------- | --------------- | --------------- | --------------- | --------------- | --------------- | --------------- | --------------- | --------------- | --------------- | --------------- | --------------- | --------------- | --------------- | --------------- | --------------- | --------------- | --------------- | --------------- | --------------- | --------------- | --------------- | --------------- | --------------- | --------------- | --------------- | --------------- | --------------- | --------------- |
|                 | 1               | 2               | 3               | 4               | 5               | 6               | 7               | 8               | 9               | 10              | 11              | 12              | 13              | 14              | 15              | 16              | 17              | 18              | 19              | 20              | 21              | 22              | 23              | 24              | 25              | 26              | 27              | 28              | 29              | 30              | 31              |                 |
| Gennaio         | Do              | Lu              | Ma              | Me              | Gi              | Ve              | Sa              | Do              | Lu              | Ma              | Me              | Gi              | Ve              | Sa              | Do              | Lu              | Ma              | Me              | Gi              | Ve              | Sa              | Do              | Lu              | Ma              | Me              | Gi              | Ve              | Sa              | Do              | Lu              | Ma              |                 |
| Febbraio        | Me              | Gi              | Ve              | Sa              | Do              | Lu              | Ma              | Me              | Gi              | Ve              | Sa              | Do              | Lu              | Ma              | Me              | Gi              | Ve              | Sa              | Do              | Lu              | Ma              | Me              | Gi              | Ve              | Sa              | Do              | Lu              | Ma              |                 |                 |                 |                 |
| Marzo           | Me              | Gi              | Ve              | Sa              | Do              | Lu              | Ma              | Me              | Gi              | Ve              | Sa              | Do              | Lu              | Ma              | Me              | Gi              | Ve              | Sa              | Do              | Lu              | Ma              | Me              | Gi              | Ve              | Sa              | Do              | Lu              | Ma              | Me              | Gi              | Ve              |                 |
| Aprile          | Sa              | Do              | Lu              | Ma              | Me              | Gi              | Ve              | Sa              | Do              | Lu              | Ma              | Me              | Gi              | Ve              | Sa              | Do              | Lu              | Ma              | Me              | Gi              | Ve              | Sa              | Do              | Lu              | Ma              | Me              | Gi              | Ve              | Sa              | Do              |                 |                 |
| Maggio          | Lu              | Ma              | Me              | Gi              | Ve              | Sa              | Do              | Lu              | Ma              | Me              | Gi              | Ve              | Sa              | Do              | Lu              | Ma              | Me              | Gi              | Ve              | Sa              | Do              | Lu              | Ma              | Me              | Gi              | Ve              | Sa              | Do              | Lu              | Ma              | Me              |                 |
| Giugno          | Gi              | Ve              | Sa              | Do              | Lu              | Ma              | Me              | Gi              | Ve              | Sa              | Do              | Lu              | Ma              | Me              | Gi              | Ve              | Sa              | Do              | Lu              | Ma              | Me              | Gi              | Ve              | Sa              | Do              | Lu              | Ma              | Me              | Gi              | Ve              |                 |                 |
| Luglio          | Sa              | Do              | Lu              | Ma              | Me              | Gi              | Ve              | Sa              | Do              | Lu              | Ma              | Me              | Gi              | Ve              | Sa              | Do              | Lu              | Ma              | Me              | Gi              | Ve              | Sa              | Do              | Lu              | Ma              | Me              | Gi              | Ve              | Sa              | Do              | Lu              |                 |
| Agosto          | Ma              | Me              | Gi              | Ve              | Sa              | Do              | Lu              | Ma              | Me              | Gi              | Ve              | Sa              | Do              | Lu              | Ma              | Me              | Gi              | Ve              | Sa              | Do              | Lu              | Ma              | Me              | Gi              | Ve              | Sa              | Do              | Lu              | Ma              | Me              | Gi              |                 |
| Settembre       | Ve              | Sa              | Do              | Lu              | Ma              | Me              | Gi              | Ve              | Sa              | Do              | Lu              | Ma              | Me              | Gi              | Ve              | Sa              | Do              | Lu              | Ma              | Me              | Gi              | Ve              | Sa              | Do              | Lu              | Ma              | Me              | Gi              | Ve              | Sa              |                 |                 |
| Ottobre         | Do              | Lu              | Ma              | Me              | Gi              | Ve              | Sa              | Do              | Lu              | Ma              | Me              | Gi              | Ve              | Sa              | Do              | Lu              | Ma              | Me              | Gi              | Ve              | Sa              | Do              | Lu              | Ma              | Me              | Gi              | Ve              | Sa              | Do              | Lu              | Ma              |                 |
| Novembre        | Me              | Gi              | Ve              | Sa              | Do              | Lu              | Ma              | Me              | Gi              | Ve              | Sa              | Do              | Lu              | Ma              | Me              | Gi              | Ve              | Sa              | Do              | Lu              | Ma              | Me              | Gi              | Ve              | Sa              | Do              | Lu              | Ma              | Me              | Gi              |                 |                 |
| Dicembre        | Ve              | Sa              | Do              | Lu              | Ma              | Me              | Gi              | Ve              | Sa              | Do              | Lu              | Ma              | Me              | Gi              | Ve              | Sa              | Do              | Lu              | Ma              | Me              | Gi              | Ve              | Sa              | Do              | Lu              | Ma              | Me              | Gi              | Ve              | Sa              | Do              |                 |